# Stella Mwangi
Stella Nyambura Mwangi, conosciuta anche come STL (Nairobi, 1º settembre 1986), è una cantante e rapper keniota naturalizzata norvegese.

## Biografia
Stella è nata a Murang'a nella Provincia Centrale del Kenya nel 1986 e ha trascorso i suoi primi 5 anni lì prima che la sua famiglia si trasferisse a Eidsvoll in Norvegia nel 1991. Ha iniziato ad esercitarsi a suonare musica da quando ha compiuto otto anni. Suo padre si è assicurato che lei e i suoi fratelli imparassero la lingua Gikuyu e lo Swahili anche lontano dal loro paese di origine, usando la musica e la poesia culturale per insegnare loro le lingue. Questo ha ispirato la musica di Stella e il suo legame con la cultura keniota.
Ha esordito nel campo discografico nel 2007 con il singolo, Take It Back, che sarà poi inserito nell'album Living for Music, uscito nel 2008.
Nel 2011 ha vinto il Melodi Grand Prix, la selezione norvegese per l'Eurovision Song Contest 2011. Si è fermata in semifinale con il brano dance Haba Haba, in inglese e swahili, che ha però poi raggiunto la vetta della classifica di vendita dei singoli in Norvegia. Nello stesso anno è stato pubblicato il suo secondo album, Kinada, uscito per l'etichetta discografica EMI Music.
Nel 2018 ha partecipato nuovamente al Melodi Grand Prix, con il brano You Got Me in collaborazione con la cantante norvegese Alexandra Rotan, arrivando alla super finalissima a quattro.

## Discografia

### Album in studio
- 2008 - Living for Music
- 2011 - Kinada

### Singoli
- 2007 - Take It Back
- 2008 - The Dreamer
- 2008 - Makelele (Remix)
- 2010 - Smile
- 2011 - Haba Haba
- 2011 - Lookie Lookie
- 2011 - Take My Time
- 2011 - Hula Hoop
- 2012 - Bad As I Wanna Be
- 2013 - Shut It Down
- 2014 - Stella Stella Stella
- 2014 - Koolio
- 2014 - Biashara (feat. Kristoff & Khaligraph Jones)
- 2015 - Chukhua Hatua
- 2016 - Identify Yourself
- 2016 - Big Girl
- 2017 - Work
- 2017 - Not Your Ordinary
- 2018 - You Got Me (feat. Alexandra Rotan)
- 2018 - No Games
- 2019 - Ma Itū [6]